# 116
116 је била преступна година.

## Догађаји
- Цар Трајан завршава своју инвазију на Партију освајањем градова Селевкије, Вавилона, Ктесифона и Сузе, означавајући врхунац источне експанзије Римског царства.
- Трајан чини Сирију провинцијом Рима и прелази Тигар да би припојио Адијабену. Он наставља са својом војском у Персијски залив и осваја територију која постаје провинција Партија.
- Трајан уклања Хозроја I од Партије као краља Партије, а на његово место поставља његовог сина Партамаспата. Партамаспат романизује своје име у Партикус.
- Трајан шаље две експедиције. Једну, који се састоји од елемената Легије Киренаике, за сузбијање побуне у Јудеји, а другу Легију Клаудиу за успостављање реда на Кипру.
- У Месопотамији појављује побуњенички покрет против римске окупације. Трајан је послао генерала Лусија Квиета да угуши устанке, поврати Нисибис, опседа и опљачка Едесу и води рат против локалних Јевреја
- Трајан шаље лауреате у римски сенат због својих победа и освајања Партије.
- Квинт Марције Турбо плови у Александрију и побеђује јеврејске устанике у неколико жестоких битака.

## Смрти
- Квирин Нојски, римохришћански мученик
- Абгар VII, владар Осроене
- Филопапос, принц од Комагене (р. 65. н.е.)
- Захеј Јерусалимски , епископ јерусалимски